# Plaza de Las Tres Gracias
Plaza de Las Tres Gracias (Piazza delle tre Grazie) è uno spazio pubblico di Caracas, in Venezuela, situato presso il comune del Libertador.  

## Origine del nome
Il luogo deve il suo nome alle tre Grazie: Talia, Aglaia ed Eufrosine, le quali nella mitologia greca erano le figlie di Zeus ed Eurinome.

## Storia

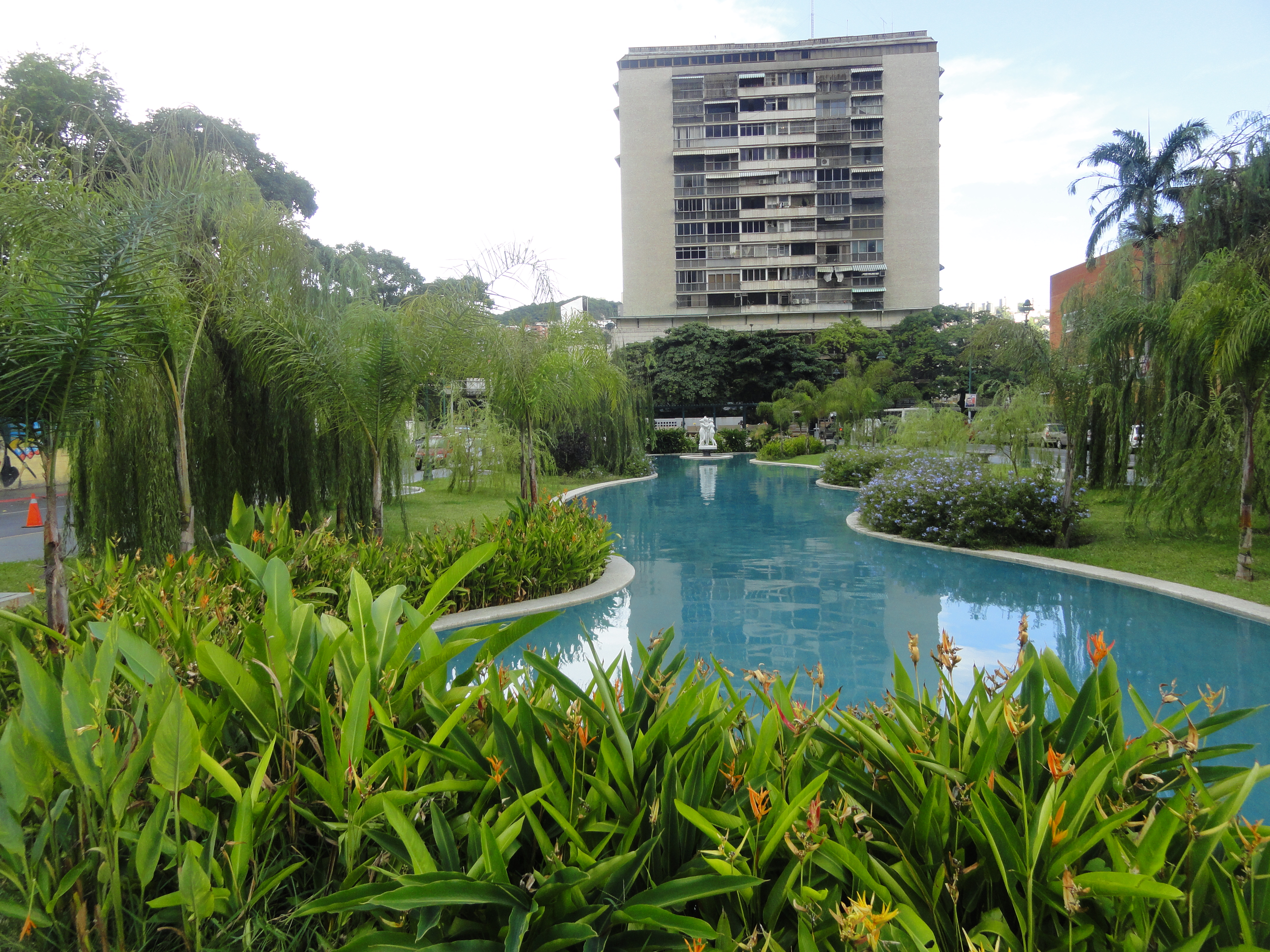
La fontana al centro della piazza.

Plaza de Las Tres Gracias venne costruita tra il 1935 e il 1946, durante i lavori di urbanizzazione di Los Chaguaramos, su progetto dell'architetto catalano Joseph Mimó I Mena. Inizialmente il luogo si chiamava Plaza de Bellas Artes ("piazza delle Belle Arti"), ma poi venne rinominato in riferimento alla scultura che adorna la fontana al centro della piazza. La piazza è costituita da uno specchio d'acqua dalla forma libera e curvilinea delimitato da giardini e da piante, tra cui alcuni salici piangenti. 
All'estremità meridionale dello specchio d'acqua si trova un piccolo gruppo scultoreo, una copia delle Tre Grazie di Antonio Canova realizzata dallo scultore italiano Pietro Ceccarelli nel 1927.
La piazza si trova nel Paseo Los illustres, che fa parte del Sistema Urbano de La Nacionalidad, e si trova proprio di fronte alla città universitaria di Caracas, la cittadella universitaria dell'Università Centrale del Venezuela. La Plaza de Las Tres Gracias venne riaperta nel 1957 dal governo di Marcos Pérez Jiménez. Nel 1999 la piazza venne nuovamente riaperta al pubblico dopo mesi di lavori che avevano comportato il restauro delle statue.
Il 17 luglio 2020 i salici piangenti vennero abbattuti dai funzionari dell'ufficio del sindaco di Caracas. Questo fatto venne criticato da molti carachegni in quanto quegli alberi erano un patrimonio e un bene pubblico della città.

## Trasporti
Nei dintorni della piazza si trova la stazione della Metropolitana di Caracas "Ciudad Universitaria".